# Zwack Péter
Zwack Péter János (Budapest, 1927. május 21. – Venturina (Campiglia Marittima része), Olaszország, 2012. augusztus 5.) magyar üzletember, politikus. A Zwack Unicum Nyrt. elnök-vezérigazgatója 1987 és 2008 között, a Zwack család egyik jeles tagja. Üzleti élete mellett 1990 és 1991 között Magyarország washingtoni nagykövete, valamint 1994 és 1998 között és 2002-ben országgyűlési képviselő.

## Fiatalkora
A nagypolgári származású Zwack család sarja. Szülei Zwack János (1893-1958), az Unicumot készítő Zwack-gyár társtulajdonosa és Wahl Vera (1901-1976) voltak. Bár családja zsidó származású volt, mindkét ágon kikeresztelkedett, így ő szigorú katolikus nevelést kapott. Nagyapját, Zwack Lajost (1855-1930), szeszgyárost, már a római katolikus szertartás szerint temették el. Dédapja, Zwack József (1821-1915), szeszgyáros, a Zwack márka megalapítója volt, és akinek a vezérigazgatósága alatt, 1883-ban, az Unicumot lajstromba vették és kezdték gyártani.
Zwack Péter 1945-ben érettségizett a Budai Ciszterci Szent Imre Gimnáziumban, ahol a 25. sz. Szent Imre Cserkészcsapat tagja volt. Egy évvel később felvették a Pázmány Péter Tudományegyetem jogi karára, de emellett a családi gyárban is dolgozott. 1947-ben ifjúsági teniszbajnok, később apja tanácsára elhagyta az országot, először Olaszországba, majd az Amerikai Egyesült Államokba emigrált. Közgazdasági tanulmányait emiatt előbb Milánóban, majd New Yorkban fejezte be. Családjával együtt megkapta az amerikai állampolgárságot, eleinte különböző kisebb munkákat vállalt, majd 1952-ben a connecticuti New Havenben egy alkoholimportőr cég menedzsere, majd 1954-ben egy chicagói borimportőr cég társtulajdonosa lett.

## Üzleti karrierje
1964-ben önálló borimportőr céget alapított New Yorkban, két évvel később egy másik szeszipari vállalat exportigazgatója lett. 1970-ben elhagyta az Egyesült Államokat, Bécsbe ment a családi vállalat irányítása érdekében. 1972-ben visszament Olaszországba, először Genovából, majd Velencéből és Firenzéből irányította a céget. 1987-ben hazatért Magyarországra, majd 1989-ben Emil Underberg német likőrgyárossal alapított közös cége és a Budapesti Likőripari Vállalat létrehozta a Zwack Unicum Budapest Kft-t. 1991-ben a cég privatizálta a Budapesti Likőripari Vállalatot, megalakítva ezzel a Zwack Unicum Rt.-t, melynek társtulajdonosa és az igazgatóság elnöke lett. 2008-ban visszavonult a cégvezetéstől, helyét legifjabb fia és legifjabb lánya vette át. Üzleti tevékenységén túl 1956-ban Eckhardt Tiborral megalakította a First Aid for Hungary nevű jótékonysági szervezetet, mely az 1956-os forradalom menekültjeit segélyezte. A szervezet tiszteletbeli elnöke Herbert Hoover korábbi amerikai elnök volt.
1990-ben egy rövid ideig a Magyar Vállalkozásfejlesztési Alapítvány kuratóriumának elnökeként is tevékenykedett. 1998-ban a Magyar Vállalkozói Szalon elnökévé választották, ezen kívül 1995 és 1999 között a Magyarországi Olasz Kereskedelmi Kamara elnöke, 2003 és 2004 között pedig a Vállalkozók Országos Szövetségének soros elnöke volt, amelynek 2003-ban lett elnökségi tagja.
2002-ben az év vállalkozójává választották, 2008-ban pedig Budapest díszpolgári címével tüntették ki.

## Közéleti karrierje
1990-ben kinevezték Magyarország washingtoni nagykövetévé, emiatt lemondott amerikai állampolgárságáról. Tisztségéből egy évvel később a külügyi kormányzat visszahívta, miután erős kritikával illette Jeszenszky Géza külügyminisztert. Visszahívásában jelentős szerepe volt Bollobás Enikő követtitkárnak. 1992-ben a Liberális Polgári Szövetség-Vállalkozók Pártja elnökévé választották. 1994-ben választási szövetséget kötött a Szabad Demokraták Szövetségével, a Fidesszel és az Agrárszövetséggel, amelynek értelmében a négy párt közös jelöltjeként indult Kecskeméten, ahonnan bejutott az Országgyűlésbe. Ő volt az egyetlen független képviselő az új Országgyűlés megalakulásakor, az akkori Házszabály értelmében független képviselőként nem lehetett bizottsági tag. 1995-ben lemondott pártelnöki tisztségéről. 1995 és 1997 között a Kossuth- és Széchenyi-díj Bizottság tagja volt. Országgyűlési képviselőként támogatója volt a kábítószer elleni felvilágosító tevékenységet folytató DADA Alapítványnak.
1998-ban a Szabad Demokraták Szövetsége által támogatott független képviselőjelölt volt, de mandátumot nem szerzett. Ugyanebben az évben átlépett a pártba. 1999-ben az országos tanács, majd ennek elnökségének a tagja volt. 2000-ben a párt ügyvivőjévé választották, a posztot 2003-ig viselte. 2002-ben pártja országos listáján újra bejutott az Országgyűlésbe, de fél évvel később lemondott mandátumáról. Ekkor a mezőgazdasági bizottság tagja volt. 2010-ben, a pártfelülvizsgálat során nem újította meg párttagságát.

## Családja
Nős, első házasságából öt – Péter (1954), Gioia (1956), Alexa (1959), Iris (1961), John (1965) –, második házasságából még két – Sándor (1974), Izabella (1976) –  gyermeke született. Felesége, az angol származású Anne Marshall is tevékenyen részt vesz a cég vezetésében. Két legfiatalabb gyermeke, Zwack Sándor és Zwack Izabella folytatják a családi szeszkészítés hagyományát.

## Könyvek
- Zwack így tovább! Egy család, egy gyár, egy ital legendáriuma; összeáll. Borbíró Zsóka et al.; Ab Ovo, Budapest, 1995
- Anne Marshall Zwack: If you wear galoshes, you're an émigré. Peter Zwack – a memoir; Ab Ovo, Budapest, 2001
- Péter Zwack; összeáll. Pető Hunor, Anne Zwack; Ab Ovo, Budapest, 2009

## Díjai
- A Magyar Köztársasági Érdemrend középkeresztje (2005)[3]
- Budapest díszpolgára (2008)
- Ferencváros díszpolgára (2012.)[4]

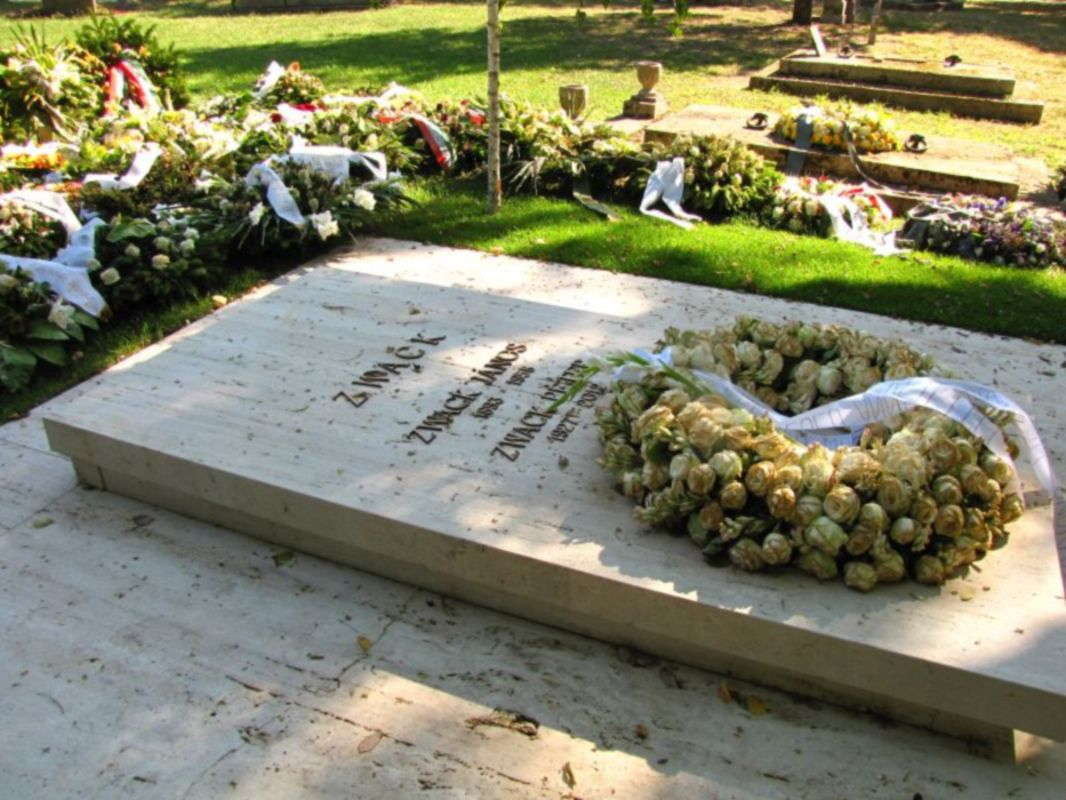
Sírja a Fiumei úti sírkertben, 2012-ben (11/1-1-20)